# Краснов, Семён Николаевич
Семён Никола́евич Красно́в (13 марта 1893, Краснополье, область Войска Донского — 16 января 1947, Москва) — русский офицер, участник Первой мировой, Второй мировой войны и Гражданской войны на стороне белого движения, генерал-майор вермахта.
Во время Второй мировой войны вместе со своим двоюродным дядей Красновым П. Н. служил в Главном управлении казачьих войск Имперского министерства восточных оккупированных территорий.

## Биография
Родился 13 марта 1893 году в Краснополье Хоперского округа Области Войска Донского (ныне — в Нехаевском районе Волгоградской области). Происходил из известного казачьего рода Красновых. В 1911 году был выпущен из Николаевского кавалерийского училища в Лейб-гвардии казачий полк, в рядах которого прошёл Первую мировую войну, дослужился до помощника командира полка.
После Октябрьской революции 1917 года вернулся на Дон, примкнул к Белому движению. В феврале 1918 года — начальник пулеметной команды бронепоезда. Участвовал в Кубанском Ледяном походе, полковник Донской армии. С 1920 года находился в эмиграции в Югославии и во Франции. В 1939 году выступал в поддержку великого князя Владимира Кирилловича.
В 1942 году приехал в Берлин и по поручению П. Н. Краснова был командирован на Дон по вопросу формирования казачьих коллаборационистских частей для борьбы с Советским Союзом в ходе Второй Мировой войны. С 5 мая 1944 года С. Н. Краснов — начальник штаба Главного управления казачьих войск Имперского министерства восточных оккупированных территорий, произведён в генерал-майоры.
В мае 1945 года сдался англичанам, а 28 мая 1945 года в городе Лиенце (Австрия) был выдан английским командованием советской военной администрации. Был этапирован в Москву, где содержался в Бутырской тюрьме.

## Суд, казнь
Смертный приговор был вынесен на заседании Военной коллегии Верховного суда СССР. Краснов и другие офицеры были обвинены в том, что вели «посредством сформированных ими белогвардейских отрядов вооруженную борьбу против Советского Союза и проводили активную шпионско-диверсионную и террористическую деятельность против СССР». Краснов был приговорён к повешению и казнён в Москве 16 января 1947 года.

## Семья
По данным некоторых источников, в разгар Второй мировой войны в Париже вторым браком женился на кубанской казачке Дине Владимировне Марченко. В австрийском Тироле 15 февраля 1946 года у неё родился сын Михаил Краснов. Пока Семёна допрашивали на Лубянке следователи НКВД, а затем судили и казнили, его жене удалось в августе 1948 года вместе с ребёнком укрыться в Чили.

## Попытка реабилитации
Националистические и монархические организации, как в Российской Федерации, так и за рубежом, неоднократно обращались в государственные органы РФ с просьбами о реабилитации отдельных русских коллаборационистов. В соответствии с заключениями Главной военной прокуратуры об отказе в их реабилитации определениями Военной коллегии Верховного Суда Российской Федерации от 25 декабря 1997 года граждане Германии Краснов П. Н., Шкуро А. Г., Султан Клыч-Гирей, Краснов С. Н. и Доманов Т. И. признаны обоснованно осуждёнными и не подлежащими реабилитации, о чём уведомлены все инициаторы обращений по вопросу реабилитации указанных лиц.